# Operation Frequent Wind
Operation Frequent Wind war die amerikanische Evakuierung der südvietnamesischen Hauptstadt Saigon am 29. und 30. April 1975 während der Endphase des Vietnamkriegs.

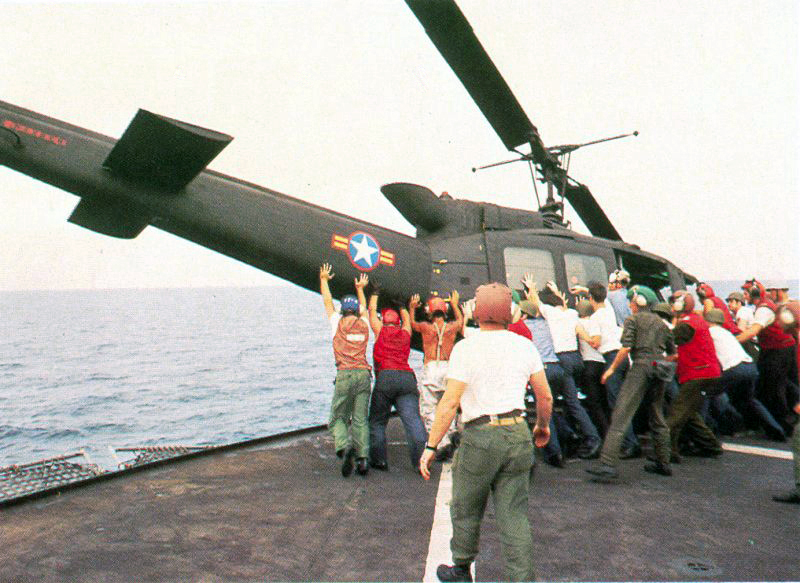
Eine südvietnamesische Bell UH-1 wird über Bord geworfen, um Platz für die Landung einer Cessna O-1 zu schaffen

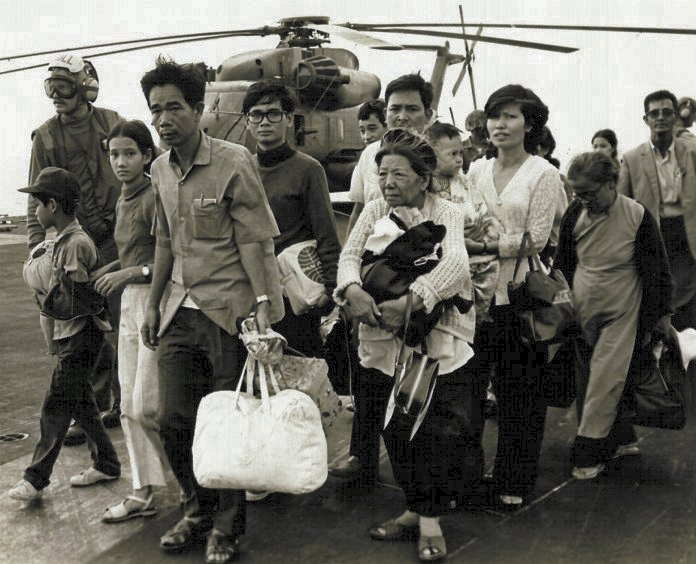
Vietnamesische Flüchtlinge auf einem US-Flugzeugträger

Schlacht um Tua Hai (1960) – Schlacht um Ap Bac (1963) – Schlacht von Nam Dong (1964) – Tonkin-Zwischenfall (1964) – Operation Flaming Dart (1965) – Operation Rolling Thunder (1965–68) – Schlacht von Dong Xoai (1965) – Schlacht im Ia-Drang-Tal (1965) – Operation Crimp (1966) – Operation Hastings (1966) – Schlacht von Long Tan (1966) – Operation Attleboro (1966) – Operation Cedar Falls (1967) – Schlacht um Hügel 881 (1967) – Schlacht bei Dak To (1967) – Schlacht um Khe Sanh (1968) – Tet-Offensive (1968) – Schlacht um Huế (1968) – Operation Speedy Express (1968/69) – Operation Dewey Canyon (1969) – Schlacht am Hamburger Hill (1969) – Operation Menu (1969/70) – Operation Lam Son 719 (1971) – Schlacht um FSB Mary Ann (1971) – Schlacht um Quảng Trị (1972) – Operation Linebacker (1972) – Operation Linebacker II (1972) – Schlacht von Xuan Loc (1975) – Operation Frequent Wind (1975)

## Vorgeschichte

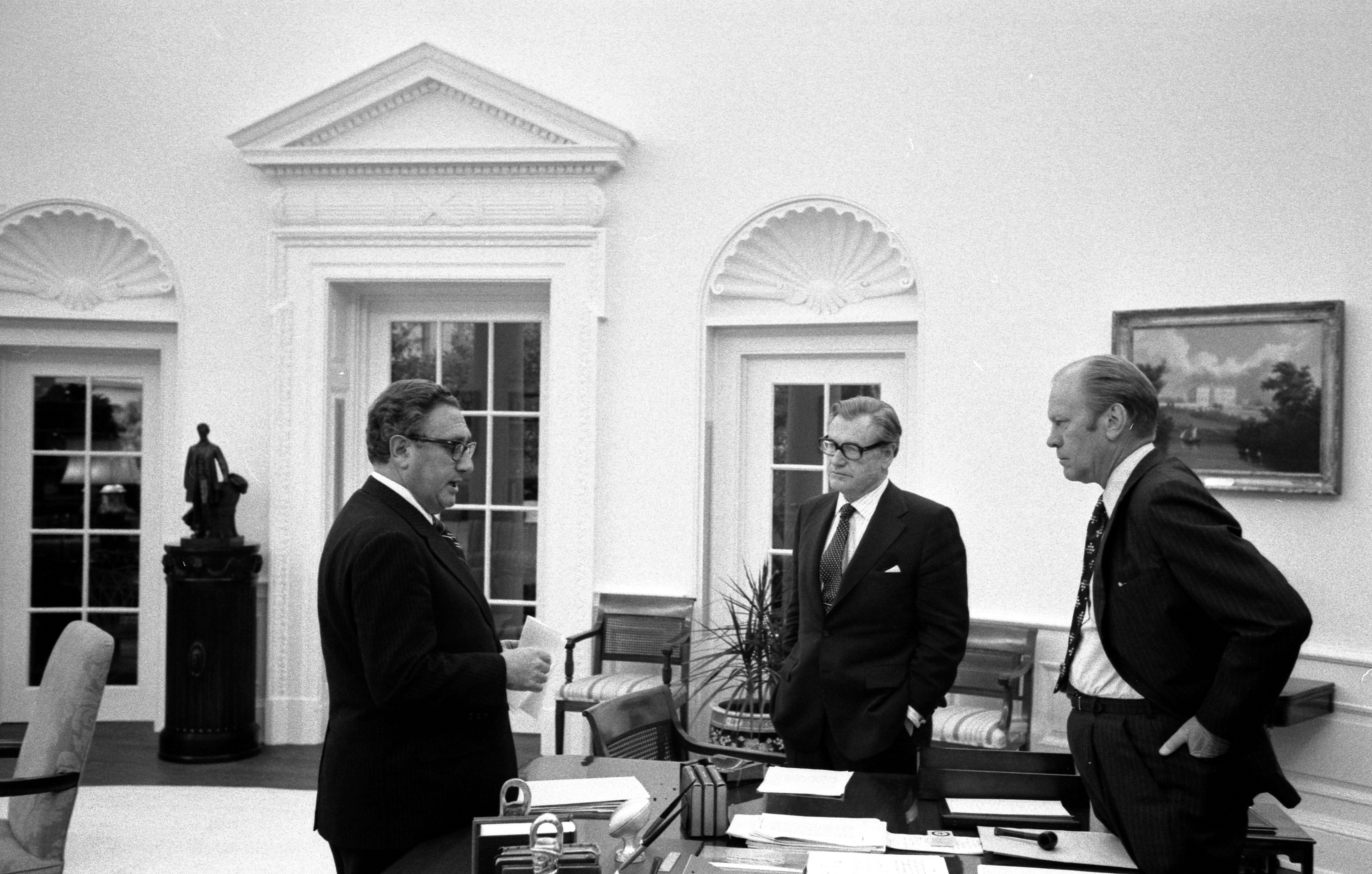
US-Präsident Gerald Ford (rechts) bespricht im Oval Office die Evakuierung von Saigon mit Vizepräsident Rockefeller (mittig) und Außenminister Kissinger (links) im April 1975

In den Wochen vor der Evakuierung, als sich angesichts der Offensive des Nordens bereits das Ende des Krieges abzeichnete, hatte das Pentagon 50 Schiffe der United States Navy, darunter vier Flugzeugträger, sowie 150 Marineflugzeuge und 6000 US Marines in die Region verlegt, unterstützt von 120 Flugzeugen der United States Air Force, zumeist Tanker und Jäger, die auf Basen in Thailand stationiert wurden. Der Sicherheitsberater von US-Präsident Gerald Ford, Henry Kissinger, und der US-Botschafter in Saigon, Graham Martin, lehnten eine frühzeitige Evakuierung des US-Personals ab, da sie befürchteten, dass es unter den vietnamesischen Zivilisten zu einer Panik kommen würde.
Trotzdem waren ab dem 21. April etwa 40.000 Amerikaner und Vietnamesen, zumeist Militär- und Regierungsangehörige, bereits per Flugzeug von der Tan Son Nhut Air Base nahe Saigon ausgeflogen worden, dazu kamen auch etwa 2000 Waisenkinder. Durch den Vormarsch der Nordvietnamesischen Volksarmee geriet der Luftwaffenstützpunkt am Morgen des 28. April unter Artillerie- und Raketenbeschuss. Die Basis wurde geschlossen, weitere Flüge waren unmöglich. Dazu kam, dass südvietnamesische Zivilisten die Basis stürmten, um vor den anrückenden Kommunisten aus dem Land zu fliehen. Präsident Ford, der sich in einer Sitzung mit seinen Energie- und Wirtschaftsberatern befand, wurde benachrichtigt und beraumte ein Treffen des nationalen Sicherheitskomitees an. Nach Erörterung der Lage ordnete er um 22:45 Uhr die Evakuierung per Hubschrauber an.

## Ablauf

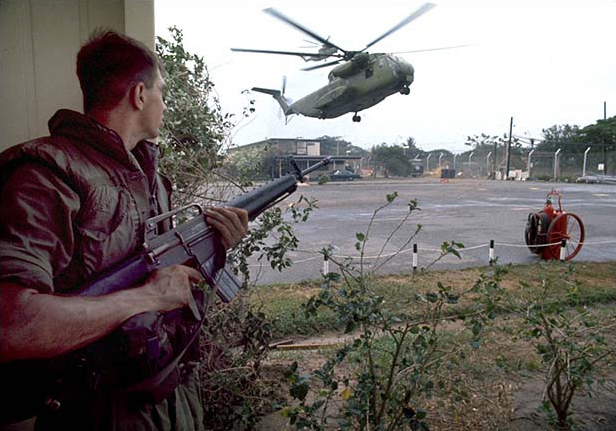
Zwei CH-53 landen auf dem Gelände des Defense Attaché Office

Vor der Küste Vietnams waren die Flugzeugträger Hancock, Midway, Coral Sea und Enterprise sowie der Hubschrauberträger Okinawa stationiert, diese sollten als Landebasis für die Hubschrauber dienen, die von der 9th Marine Amphibious Brigade zur Verfügung gestellt wurden. Als Landeplätze wurden in Saigon das Gelände der US-Botschaft sowie das Areal des Defense Attaché Office gewählt, die ummauert und leichter zu kontrollieren waren.
Bis zum Abend des 28. Aprils war die Evakuierung des US-Personals vom Luftwaffenstützpunkt Tan Son Nhut per Hubschrauber abgeschlossen, das Botschaftspersonal jedoch wartete noch immer in der von Menschenmassen umlagerten US-Botschaft im Zentrum Saigons. Die Evakuierung wurde am Morgen des 29. April eingeleitet, als die Radiostationen das Lied White Christmas spielten, das als Signal vereinbart worden war. Von der US-Botschaft starteten innerhalb von nur drei Stunden 72 Evakuierungsflüge zu den Schiffen vor der Küste, vom Gelände des Militärattaché-Gebäudes 122. Viele der Hubschrauber waren vollkommen überladen, da trotz der Wachen zahlreiche Zivilisten auf das Gelände gelangten und die Hubschrauber stürmten.
Gleichzeitig waren über 100 Flugzeuge der südvietnamesischen Luftwaffe, darunter etliche voll beladene Transportmaschinen, aber auch Jagdbomber und Jagdflugzeuge, auf dem Utapao-Luftwaffenstützpunkt in Thailand gelandet. Damit kamen etwa 2000 weitere Flüchtlinge zu denen, die bereits seit längerer Zeit auf dem Gelände des Stützpunkts waren. Dies veranlasste die thailändische Regierung zu dem Ultimatum, dass die Flüchtlinge innerhalb von 30 Tagen das Land verlassen oder außer Landes gebracht werden müssten und das Kriegsgerät „an die nächste Regierung in Saigon“ übergeben würde.
Viele südvietnamesische Hubschrauberbesatzungen steuerten ebenfalls die US-Schiffe vor der Küste an und landeten dort, zwei O-1-Birddog-Aufklärungsflugzeuge landeten auf der Midway. Viele der Fluggeräte wurden über Bord geworfen, da sie die Landeflächen blockierten. Die Bilder von südvietnamesischen UH-1-Hubschraubern, die über die Deckskante der Träger geschoben werden, prägen das Bild, das vom Ende des Vietnamkriegs bleibt.
In 444 Flügen hatte die US Air Force und das Marine Corps 1373 Amerikaner und 5595 Flüchtlinge, zumeist Vietnamesen, auf die Schiffe vor der Küste evakuiert. In den folgenden Wochen wurden die Flüchtlinge in die USA überführt, zum Teil auch von verbündeten Staaten wie Australien und Neuseeland aufgenommen.
Während der Einsätze stürzte ein CH-46 SeaKnight über dem Meer ab. Zwei der vier Besatzungsmitglieder konnten gerettet werden, die beiden anderen, Captain William C. Nystul und First Lieutenant Michael J. Shea, gelten als vermisst und sind die letzten vermissten US-Soldaten während des Vietnamkriegs.

## Mediale Rezeption
Als Sinnbild der amerikanischen Flucht gilt eine Fotografie, die der niederländische Fotojournalist Hubert van Es für die Bildagentur United Press International aufnahm. Es zeigt einen Bell UH-1-Hubschrauber der Air America, der Flüchtlinge auf einem Hausdach aufnimmt. Es ist Teil einer Bilderserie, die entgegen häufiger Meinung nicht auf dem Botschaftsgelände der US-Botschaft, sondern auf dem Dach eines von der CIA genutzten Appartementkomplexes an der Gia-Long-Straße entstand.

## Beteiligte Schiffe

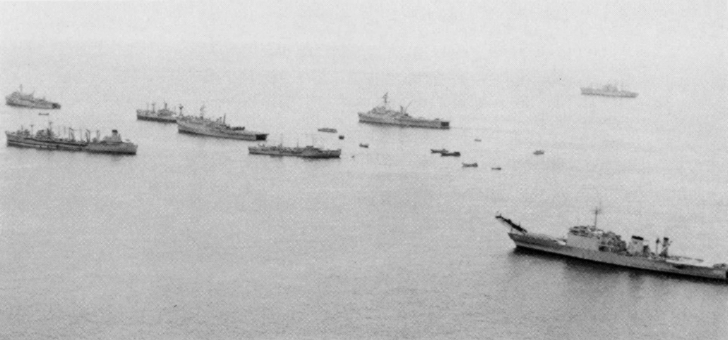
Schiffe der Task Force 76 vor Vung Tau

An der Operation Frequent Wind beteiligte Schiffe der US-Marine:
| Flugzeugträger                              | Kreuzer/Zerstörer | Amphibische Schiffe | Hilfsschiffe/Versorger |
| ------------------------------------------- | --- | --- | --- |
| - Enterprise - Midway - Coral Sea - Hancock | - Oklahoma City - Bausell - Benjamin Stoddert - Bronstein - Cochrane - Cook - Gridley - Gurke - Henry B. Wilson - John Paul Jones - Kirk - Knox - Lang - Meyerkord - Ramsey - Rathburne - Rowan - Worden | - Okinawa - Blue Ridge - USS Anchorage (LSD-36) - USS Mount Vernon (LSD-39) - USS Denver (LPD-9) - USS Dubuque (LPD-8) - USS Duluth (LPD-6) - USS Barbour County (LST-1195) - USS Frederick (LST-1 184) - USS Tuscacola (LST- 1187) - USS Peoria (LST-1183) | - USS Abnaki (ATF-96) - USS Ashtabula (AO-15) - USS Durham (LKA-114) - USS Flint (AE-32) - USS Hakeala (AE-25) - USS Kawishiwi (AO-146) - USS Mars (AFS-1) - USS Mobile (LKA-115) - USS Mound Hood (AE-29) - USS Prairie (AD-15) - USS Quapaw (ATF-110) - USS Thomaston (LSK-28) - USS Vega (AF-59) - USS White Plains (AFS-4) |